# Schoudergevel

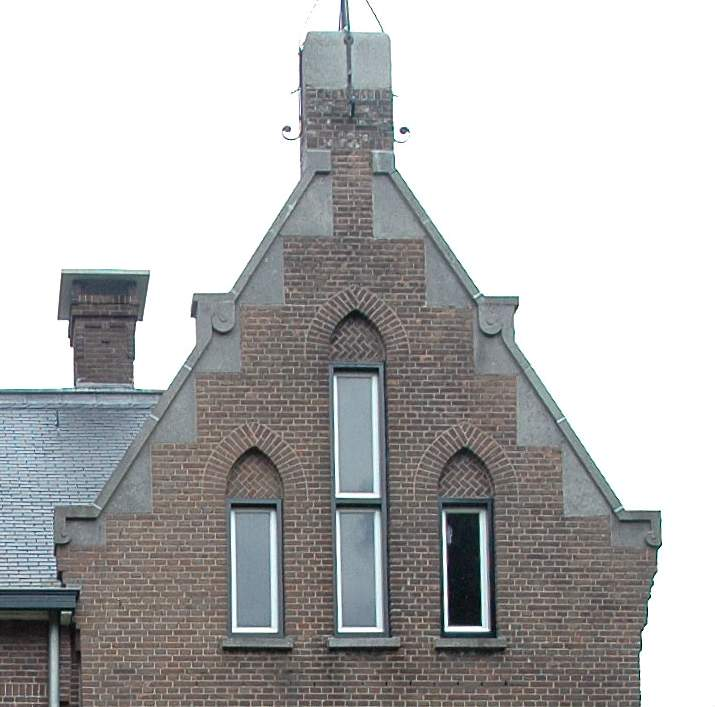
Schoudergevel.

Een schoudergevel is een meestal puntgevel (soms een tuitgevel) waarvan de schuine zijden onderbroken worden door een of twee uitgebouwde horizontale blokken. Deze blokken worden ook wel schouders genoemd. Dit type gevel komt vooral in Nederland voor en wordt vaak als achtergevel gebruikt, maar wordt soms ook als voorgevel toegepast.